# Шило Артем Вікторович
Шило Артем Вікторович (нар. 23 травня 1990, Харків) — працівник Служби безпеки України та колишній радник офісу Президента України, фігурант численних корупційних скандалів, зокрема зі сприяння роботі російського бізнесу в Україні під час російсько-української війни та розкрадання на закупівлях для Укрзалізниці в особливо великих розмірах.

## Біографія
Шило Артем народився 23 червня 1990 року  у Харкові. Батько — Шило Віктор Іванович, працівник МВС у відставці. Мати (покійна) — Шило Ольга Георгіївна, завідувачка кафедри в Національному юридичному університеті ім. Ярослава Мудрого; разом із заступником голови Офісу Президента Олегом Татаровим була членом редколегії наукового журналу «Вісник кримінального судочинства».
Артем Шило — випускник Національного юридичного університету ім. Ярослава Мудрого. 
У 2019 році, під керівництвом професора Володимира Трофименка, захистив дисертацію на здобуття наукового ступеня кандидата юридичних наук на тему: «Використання в кримінальному провадженні відомостей, отриманих у результаті проведення негласних слідчих (розшукових) дій».

### Служба в СБУ
З 2012 року встав на службу в СБУ. Починав працювати у Харкові, з 2016 року — в Києві, в департаменті з протидії кіберзлочинам. Згодом став заступником департаменту. Дослужився до дострокового звання підполковника. 
У 2021 році був звільнений з СБУ. 
У серпні 2022 року повернувся в СБУ, ставши керівником головного управління контррозвідувального захисту об'єктів критичної інфраструктури та протидії фінансуванню тероризму (скорочено — головне управління «І») за персональним запрошенням Василя Малюка.
В березні 2024 року був звільнений з головного управління «І».

### Робота в офісі Президента Зеленського та зв'язок з Олегом Татаровим
У 2021 році після звільнення з СБУ був призначений позаштатним радником Офісу Президента, де працював протягом року.
На думку багатьох журналістів та громадських діячів у галузі боротьби з корупцією, серед яких Денис Бігус, Віталій Шабунін, Юрій Ніколов, Дмитро Бобрицький — Артем Шило тісно повʼязаний із Олегом Татаровим. В інтерв'ю Bihus.Info Шило зізнавася, що надавав консультації Татарову, також був одним з гостей на дні народження Татарова у серпні 2022 року.

## Майно
Загалом за 10 років служби родина Шила накопичила майна вартістю більш ніж 4 млн доларів США.

### Будинок під Києвом
Журналісти проєкту «Схеми» виявили будинок під Києвом, оформлений на батька Шила. Маєток знаходиться у котеджному містечку «Золоче» у селі Вишеньки Бориспільського району Київської області.

### Нерухомість в столиці
За даними «Bihus.Info», окрім будинку в «Золоче» Шилу належить така нерухомість: дві трикімнатні квартири в елітному ЖК «Новопечерські липки» (які він придбав під час війни за $700 тис.), ще одна двокімнатна квартира та 360 м² нерухомості у ЖК «Новопечерські Липки» вартість понад $2 млн, записані на його дружину, яка також володіє сукупно 275 м2 в клубному будинку в центрі Києва (ринкова вартість салону краси $1 млн). Окрім того, на дружину Ірину записані два «мерседеси» та Toyota Camry вартістю близько $238 тис.

## Скандали

### Допомога російському букмекеру під час війни в Україні
Департамент «І», яким керує Шило, займається протидією роботі російського бізнесу в Україні та формує санкційні списки для РНБО, проте саме з ним пов'язують активізацію російського букмекера «1xBet» на українському ринку. Навесні 2022 року, під час війни, ліцензію на діяльність на території Україні отримав представник бренду 1xBet — пов'язане із Шилом ТОВ «Твоя Беттінгова Компанія».
Ліцензування «1xBet» спричинило обурення у суспільстві, оскільки компанія відкрито підтримує армію Росії, тим, що перераховує 1 % від прибутку «для героїв спецоперації».

### Закупівля трансформаторів за завищеними цінами
1 квітня 2024 року Національне антикорупційне бюро викрило злочинну групу за участю Артема Шила: учасники за період червня — грудня 2022 встигли отримати 94,7 млн гривень на закупівлях трансформаторів для АТ «Укрзалізниця» за завищеними цінами через підконтрольних службовців. Як підставу для відхилення пропозицій інших учасників закупівлі зі значно вигіднішими ціновими умовами використовувався лист «Щодо загроз державній безпеці».
4 квітня 2024 року суддя ВАКС Катерина Сікора ухвалила рішення взяти під варту Шила під варту із заставою в 30 млн грн. У випадку внесення застави, він повинен буде не покидати Київ, не спілкуватися з іншими підозрюваними, з працівниками СБУ та іншими особами, зокрема Єрмаком, Татаровим, Камишіним, Кубраковим з приводу обставин кримінального провадження. Він також повинен утримуватися від відвідувань приміщень «Укрзалізниці», Офісу Президента, здати закордонні паспорти та носити електронний браслет. В той же день за Артема було внесено заставу в 30 млн грн та він вийшов з СІЗО.